# Jaime de Conchillos

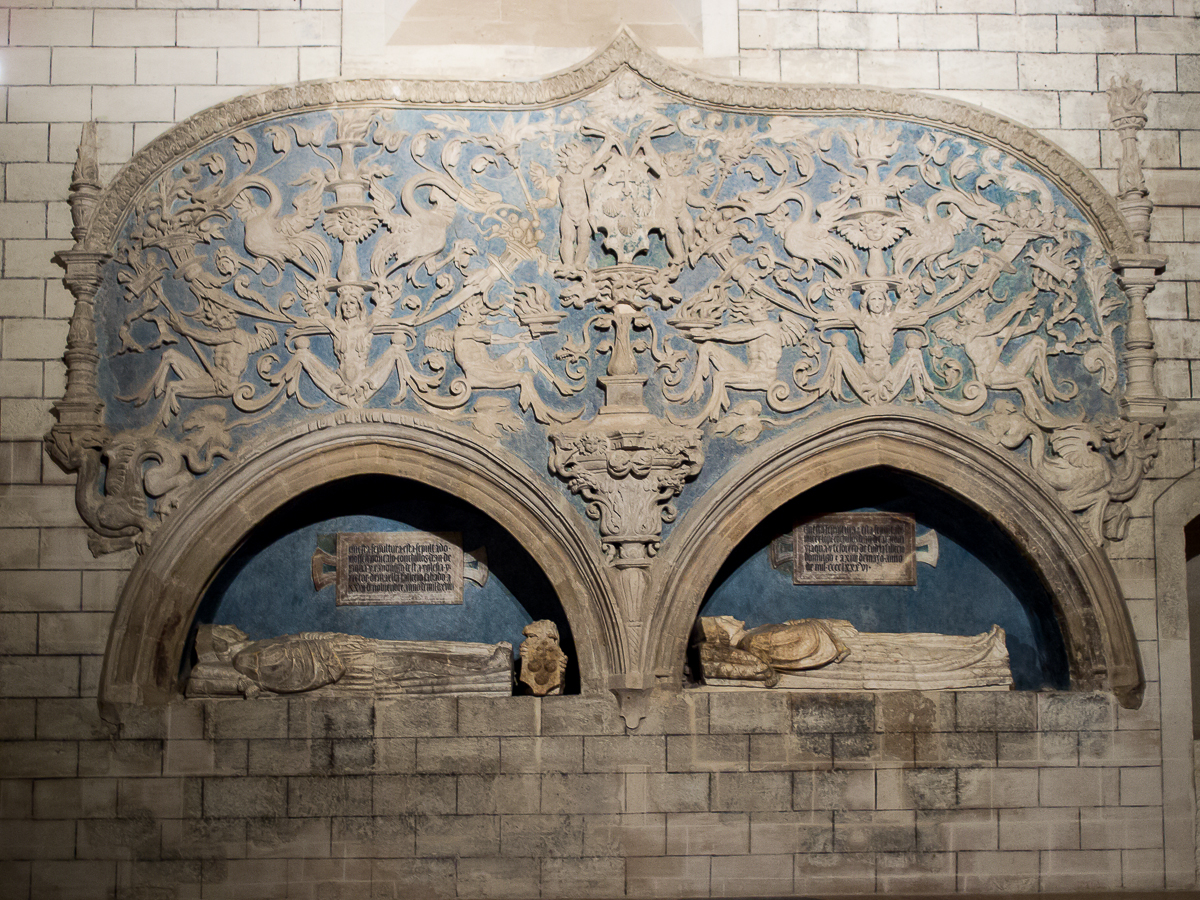
Monumento funebre di Jaime e Gonzalo Conchillos nella Cattedrale di Tarazona.

Jaime de Conchillos (... – Tarazona, 3 aprile 1542) è stato un vescovo cattolico spagnolo vescovo di Gerace dal 1505, vescovo di Catania dal 1509 e vescovo di Lérida dal 1512..

## Biografia
Suo padre Pedro apparteneva ad una famiglia a una familia tra le più importanti della città di Tarazona e suo zio, Lope de Conchillos, divenne il primo segretario di Ferdinando II d'Aragona.

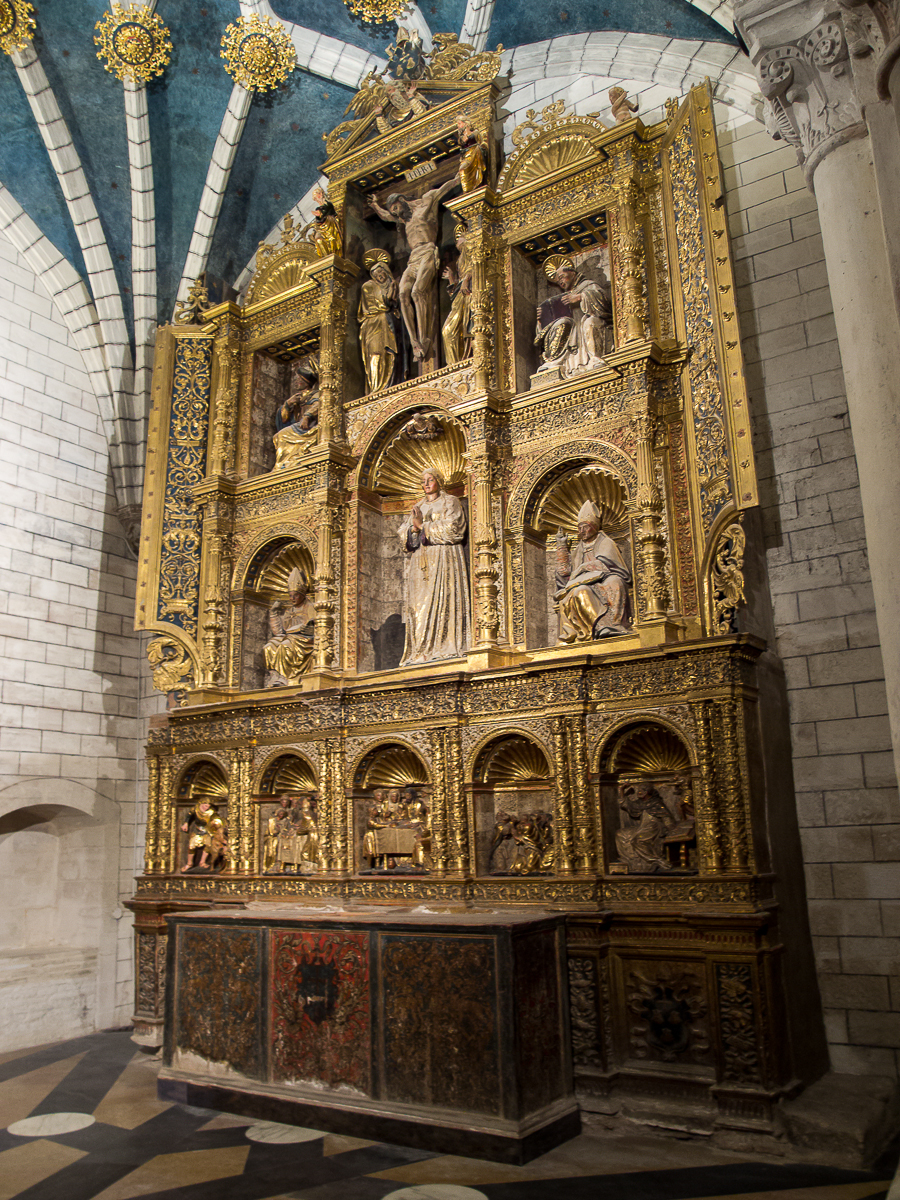
Pala d'altare della cappella funeraria dei Conchillos nella cattedrale di Tarazona.

Jaime Conchillos fu uno dei più importanti mecenati aragonesi e promosse l'introduzione del Rinascimento durante la seconda metà del XVI secolo. Amante delle arti, fu promotore di importanti restauri e commissioni. Durante il suo vescovado a Lérida ordinò il completamento dell'Hospital de Santa María, "dove propose di riunire i diversi ospedali sparsi nella città". La sua costruzione iniziò nel 1454 e fu completata nel 1520 sotto l'impulso del suo grande benefattore.
La cappella funeraria dell'Immacolata e del Crocifisso della Cattedrale di Tarazona, appartenente alla sua famiglia, fu fondata da suo zio Lope de Conchillos. Per questa cappella, nel 1535, commissionò l'esecuzione di una pala d'altare a Juan de Moreto. Venne poi completata con le sculture funerarie in alabastro, dello zio e del fratello, il decano della diocesi di Jaca, Gonzalo de Conchillos. Sebbene non sia noto con certezza, sembrano essere state eseguite dalla mano di Moreto.
A Tarazona, per la chiesa di Santa Maria Maddalena, si occupò della ricostruzione della cappella di San Giovanni Evangelista, per la sepoltura dei suoi genitori, con la costruzione di una nuova volta, un portale di gesso nel cui timpano posto su due arcate, si trova lo stemma del vescovo sostenuto da due leoni, e per il suo ornamento finale commissionò una pala d'altare allo scultore Damián Forment nel 1529.
Per altre commissioni a Saragozza, si avvalse di Forment per una pala dell'altare maggiore della chiesa parrocchiale di La Magdalena tra il 1519 e il 1524. Per la chiesa di Nuestra Señora del Portillo il vescovo affidò a Formenton la realizzazione di una pala d'altare nel 1529.
Nel chiostro della Santa Capilla de Nuestra Señora del Pilar, fondata da lui nel 1527, quella che doveva essere la sua cappella funeraria, dedicata alla Risurrezione, il tumulo fu commissionato ancora a Damián Forment oltre alla pala d'altare, entrambi eseguiti in alabastro. Il vescovo morì a Tarazona e la sua salma venne traslata, per ricevere sepoltura, in questa cappella della Resurrezione a Saragozza, come aveva disposto nei suoi ultimi desideri.